# الدوري البرتغالي الممتاز 2017
الدوري البرتغالي الممتاز 2017 هو الموسم 2 من الدوري البرتغالي الممتاز. أقيم خلال الفترة 24 يناير 2017 وحتى 8 أكتوبر 2017، وكان عدد الأندية المشاركة فيه 16، وفاز فيه نادي لوندرينا.